# Anatoli Georgijewitsch Wituschkin
Anatoli Georgijewitsch Wituschkin (russisch Анато́лий Гео́ргиевич Виту́шкин, engl. Transkription Anatoli Georgievich Vitushkin; * 25. Juni 1931 in Moskau; † 9. Mai 2004 ebenda) war ein russischer Mathematiker, der sich mit Analysis beschäftigte.

## Leben und Wirken
Wituschkin war ein Schüler von Andrei Kolmogorow an der Lomonossow-Universität, an der er 1954 seinen Abschluss machte. 1958 promovierte er bei Kolmogorow (Estimation of the complexity of a tabulation problem). Seit 1964 war er am Steklow-Institut in Moskau und lehrte an der Lomonossow-Universität (Fakultät für Mathematik und Mechanik).
Wituschkin beschäftigte sich mit reeller und komplexer Analysis und Approximationstheorie. Eine Vermutung von ihm zur Subadditivität der Analytischen Kapazität (ein Begriff von Lars Ahlfors, dessen Fruchtbarkeit für die Approximationstheorie Wituschkin erkannte) wurde von Xavier Tolsa 2003 bewiesen. Eine weitere Vermutung von Wituschkin bewies Guy David 1998.
Er leistete wichtige Beiträge zum 13. Hilbert-Problem durch seine Untersuchung der Approximation stetiger Funktionen in mehreren Variablen durch solche mit weniger Variablen (ein Problem über das auch Kolmogorow und sein Schüler Wladimir Arnold arbeitete). Weiter beschäftigte er sich mit der Komplexität der Algorithmen zur Berechnung von Funktionen und ihrer Approximation.
Weitere Arbeiten betreffen die komplexe Geometrie (reelle Hyperflächen in komplexen Räumen höherer Dimension und ihr Verhalten unter holomorphen Abbildungen).
1976 wurde er korrespondierendes Mitglied der Akademie der Wissenschaften der UdSSR und im Dezember 1991 Vollmitglied der Russischen Akademie der Wissenschaften.
1974 hielt er einen Plenarvortrag auf dem ICM in Vancouver (Coding of signals with finite spectrum and sound recording problems) und 1966 war er Invited Speaker auf dem ICM in Moskau (Über die Möglichkeit, eine Funktion durch Superposition von Funktionen kleinerer Variablenzahl darzustellen). 2003 wurde er mit dem Kolmogorow-Preis der Russischen Akademie der Wissenschaften ausgezeichnet.

## Schriften (Auswahl)
- Wituschkin: Half a century as one day. In: Russian Mathematical Surveys. Band 57, 2002, S. 199–220, auch in Bolibruch, Osipov, Sinai (Herausgeber) Mathematical Events of the Twentieth Century, Springer 2006, S. 449